# Wincenty Lipski
Wincenty Lipski (ur. 17 marca 1795 w Łozowicy, zm. 13 grudnia 1875 w Saratowie) – polski duchowny rzymskokatolicki, biskup pomocniczy tyraspolski w latach 1857–1875, administrator apostolski diecezji tyraspolskiej w latach 1864–1872.

## Życiorys

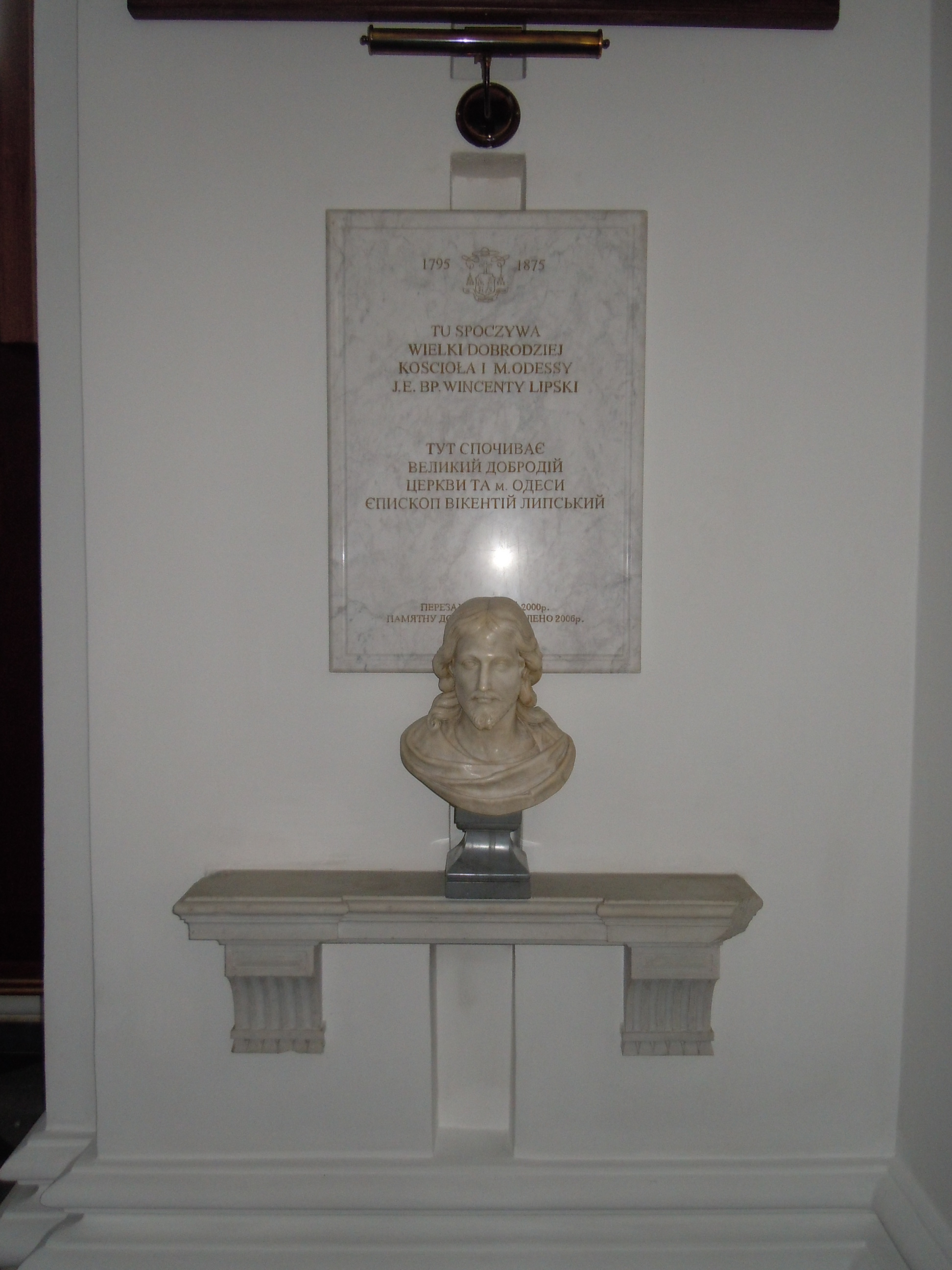
Grób Wincentego Lipskiego w katedrze Wniebowzięcia Najświętszej Maryi Panny w Odessie

Urodził się w 1795 w Łozowicy, koło Klimowicz na Białorusi. Podjął studia teologiczne w Wilnie, po ukończeniu których uzyskał 31 maja 1821 święcenia kapłańskie. W 1824 został scholastykiem i archidiakonem wileńskim, a w 1855 rektorem Akademii Duchownej w Petersburgu.
18 września 1856 został przez papieża Piusa IX prekonizowany biskupem pomocniczym diecezji tyraspolskiej w Saratowie i biskupem tytularnym Jonopolis. Sakrę biskupią przyjął 9 stycznia 1857 w Petersburgu. W latach 1864–1872 był administratorem apostolskim diecezji. Utworzył wiele parafii i wybudował wiele kaplic. Założył niższe seminarium duchowne w Saratowie. Otaczał opieką duszpasterską Polaków.